# Maria Ludwika od Jezusa
Marie-Louise Trichet (ur. 7 maja 1684 w Poitiers; zm. 28 kwietnia 1759 w Saint-Laurent-sur-Sèvre) – francuska zakonnica, Błogosławiona Kościoła katolickiego.

## Życiorys
Urodziła się 7 maja 1684 roku w bardzo religijnej rodzinie. Była jednym z siedmiorga dzieci; jej ojciec był sędzią. Postanowiła poświęcić swoje życie biednym i ubogim. Założyła Zgromadzenie Sióstr Córek Mądrości. Zmarła w opinii świętości.
Została beatyfikowana przez papieża Jana Pawła II w dniu 16 maja 1993 roku.